# Aspila paradoxus
Aspila paradoxus là một loài bướm đêm trong họ Noctuidae.